# 佐々木真央
佐々木 真央（ささき まお、1994年7月26日 - ）は、日本の歌手。青森県南津軽郡田舎館村出身。好きな食べ物は筋子。公式サイトはこちら

## 人物
幼年期から夢であった歌手への道に諦めきれず2014年3月に上京。同年5月にTBSテレビのオーディション番組『Sing! Sing! Sing!』に腕試しのつもりで応募。約半年におよぶ歌唱審査などをへて初代グランプリを受賞。のち2015年3月25日にミニアルバム「佐々木真央」を発売とともにメジャーデビュー。2016年2月所属事務所を退所、その後は活動休止。2018年1月より活動再開。Arte株式会社所属。

## ディスコグラフィ

### ミニアルバム
- 「佐々木真央」2015年3月25日（水）発売、VICL-64316
  1. 上を向いて歩こう（オリジナル：坂本九）
  2. カンパニュラの恋 （オリジナル：平原綾香）
  3. 桜（オリジナル：河口恭吾）
  4. あの紙ヒコーキくもり空わって（オリジナル：19（ジューク））
  5. I dream（オリジナル:チューリップ）
  6. 大きな玉ねぎの下で（オリジナル:爆風スランプ）
  7. 改札口（本人オリジナル）

## コンサート、ライブ
2015年4月29日　南青山MANDALAにて初の単独ライブ「田舎館村からきた佐々木真央です！」開催。ミニアルバム「佐々木真央」の収録曲をはじめ、カバー曲を中心に18曲を披露した。
2018年1月28日　東中野ライブスタジオVにてソロライブ「真央の歌の時間Vol.1」開催。
2018年2月22日　東中野ライブスタジオVにてソロライブ「真央の歌の時間Vol.2」開催。